# 加藤正樹
加藤 正樹（かとう まさき、1965年6月14日 - ）は、大阪府大阪市出身の元プロ野球選手（外野手）。

## 来歴・人物
PL学園高等学校では、3年夏の選手権大会で三番・中堅手を任され、決勝戦で横浜商業高の三浦将明から本塁打を放つなどチームの優勝に貢献した。2学年下に清原和博と桑田真澄がいた。
1984年に高校卒業後、早稲田大学に進み、石井浩郎らとともに中心選手として活躍した。3年生の1986年には春季リーグ戦でベストナインに選ばれ、同年の日米大学野球の日本代表に入っている。大学時代は通算60試合出場、199打数63安打、打率.317、5本塁打、33打点の成績を残した。
プロ入りを希望していたものの獲得する球団は現れず、自ら売り込んで1987年オフにドラフト外で近鉄バファローズに入団した。後に石井も近鉄に入団しチームメイトとなった。シャープな打撃には定評があり、本塁打を期待されていたという。
1年目の1988年は6月8日に一軍登録され、同年のジュニアオールスターゲームではウェスタンの一番・左翼手として先発出場した。8月14日には一軍で吉田豊彦から初ホームランを放ち、10.19では代打として出場している。
1990年は7月には打撃でチームの9連勝を支える働きを見せるなど、主に左翼手として37試合にスタメンで起用されてキャリアハイの成績を残している。また、11月にはパ・リーグ東西対抗にも出場した。以降は一軍と二軍の往復を繰り返し、球団から広報への就任を打診され、1995年に現役を引退。
近鉄バファローズ消滅後は、梨田昌孝らをマネジメントするトゥルーマサの代表取締役となった。
2019年より社会人野球のバイタルネットの監督に就任。2021年限りで退任した。
2022年より阪神大学野球連盟に加盟する追手門学院大学の監督に就任した。

## 詳細情報

### 年度別打撃成績
| 年 度     | 球 団     | 試 合 | 打 席 | 打 数 | 得 点 | 安 打 | 二 塁 打 | 三 塁 打 | 本 塁 打 | 塁 打 | 打 点 | 盗 塁 | 盗 塁 死 | 犠 打 | 犠 飛 | 四 球 | 敬 遠 | 死 球 | 三 振 | 併 殺 打 | 打 率 | 出 塁 率 | 長 打 率 | O P S |
| --------- | --------- | ----- | ----- | ----- | ----- | ----- | -------- | -------- | -------- | ----- | ----- | ----- | -------- | ----- | ----- | ----- | ----- | ----- | ----- | -------- | ----- | -------- | -------- | ----- |
| 1988      | 近鉄      | 30    | 50    | 43    | 5     | 7     | 2        | 0        | 1        | 12    | 2     | 0     | 0        | 0     | 0     | 7     | 0     | 0     | 12    | 3        | .163  | .280     | .279     | .559  |
| 1989      | 近鉄      | 6     | 4     | 2     | 1     | 0     | 0        | 0        | 0        | 0     | 0     | 0     | 0        | 0     | 0     | 2     | 0     | 0     | 2     | 0        | .000  | .500     | .000     | .500  |
| 1990      | 近鉄      | 92    | 190   | 172   | 20    | 49    | 11       | 2        | 3        | 73    | 24    | 0     | 2        | 7     | 0     | 10    | 1     | 1     | 17    | 2        | .285  | .328     | .424     | .752  |
| 1991      | 近鉄      | 50    | 67    | 58    | 10    | 12    | 3        | 1        | 0        | 17    | 2     | 0     | 0        | 4     | 0     | 5     | 1     | 0     | 12    | 1        | .207  | .270     | .293     | .563  |
| 1992      | 近鉄      | 18    | 27    | 26    | 3     | 7     | 1        | 0        | 0        | 8     | 1     | 0     | 0        | 1     | 0     | 0     | 0     | 0     | 4     | 0        | .269  | .269     | .308     | .577  |
| 1993      | 近鉄      | 9     | 4     | 4     | 1     | 1     | 1        | 0        | 0        | 2     | 1     | 0     | 0        | 0     | 0     | 0     | 0     | 0     | 3     | 0        | .250  | .250     | .500     | .750  |
| 通算：6年 | 通算：6年 | 205   | 342   | 305   | 40    | 76    | 18       | 3        | 4        | 112   | 30    | 0     | 2        | 12    | 0     | 24    | 2     | 1     | 50    | 6        | .249  | .306     | .367     | .673  |

### 記録
- 初出場：1988年6月14日、対阪急ブレーブス9回戦（西京極球場）、8回裏に吹石徳一に代わり左翼手として出場
- 初打席：同上、9回表に山内嘉弘の前に凡打
- 初先発出場：1988年6月19日、対ロッテオリオンズ11回戦（藤井寺球場）、1番・左翼手として先発出場
- 初安打・初打点・初本塁打：1988年8月14日、対南海ホークス16回戦（大阪スタヂアム）、6回表に吉田豊彦から右越ソロ

### 背番号
- 21 （1988年 - 1989年）
- 29 （1990年 - 1995年）